# 周六夜大屠杀
周六夜大屠杀（英語：Saturday Night Massacre）指的是1973年于水门事件期间因解除特别检察官阿奇伯德·考克斯职务而引发的美国司法部内一系列辞职事件。在事前发生前，考克斯拒绝应理查德·尼克松总统要求撤销对白宫录音带的传票。
1973年10月26日星期六晚上，尼克松命令司法部长艾略特·理查德森解除阿奇伯德·考克斯的特别检察官职务；理查德森拒绝了尼克松的命令并随即辞职。随后尼克松命令副部长威廉·鲁克尓豪斯解雇考克斯；鲁克尓豪斯也拒绝了尼克松的命令并跟着辞职。尼克松只得继续要求司法部第三位高阶官员副总检察长罗伯特·博克开除考克斯，而博克选择了妥协并执行了尼克松的命令。博克事后宣称他当时也打算立即辞职，但是被尼克松和鲁克尓豪斯说服而为了司法部的利益留任。
政界和公众对于尼克松行动的观感是负面的，这对美国总统的形象造成了极大的损害。十天后的1973年10月30日针对尼克松的弹劾启动。1973年11月1日，里昂·贾沃斯基被任命为新的特别检察官；同年11月14日，联邦地区法官格哈德·格赛尔裁定针对考克斯的解雇为非法。周六夜大屠杀标志着水门事件的转折点。虽然公众对于尼克松总统在该事件中的角色越来越不确定，但对他试图公然结束水门事件的调查而感到愤怒。而国会此前对尼克松在水门事件中的作用基本持观望态度，但此后便将矛头对准尼克松并迅速启动的弹劾程序。这些最终都导致了尼克松的辞职。

## 名词起源
有关“周六夜大屠杀”这个名词的实际来源并不可考；它首次出现在公众视野是在事情发生的两天后，即在大卫·布罗德于1974年10月22日发表在《华盛顿邮报》的文章内。但即便是这篇文章，布罗德也是说这些事情已经“被称为”周六夜大屠杀。而在2017年《华盛顿邮报》的一篇文章里，艾米·王（Amy B. Wang）根据莎莉·奎因的回忆将这个名词的诞生归功于幽默家阿尔特·巴克沃德。

## 事件经过

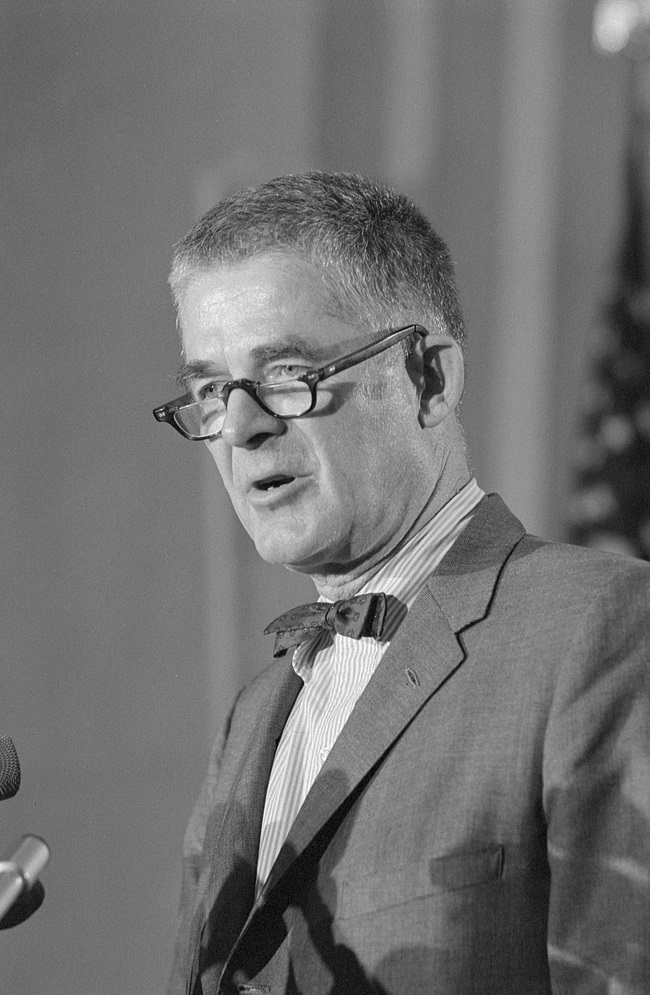
阿奇伯德·考克斯（针对他的免职成为周六夜大屠杀的导火索）

时任美国司法部长的艾略特·理查德森于1973年5月任命阿奇伯德·考克斯为特别检察官；此前理查德森曾向众议院司法委员会承诺任命一名特别检察官以调查1972年6月17日位于华盛顿特区水门酒店的民主党全国委员会被闯入的相关事件。该任命是司法部的一个职业保留岗位，这意味着它的任免属于司法部长的职权范围；但是司法部长只能“因故”罢免特别检察官的职务，例如严重行为不当或渎职。理查德森在美国参议院举行的听证会上承诺，除非有正当理由，否则他不会利用职权罢免水门事件的特别检察官。
当阿奇伯德·考克斯向尼克松总统发出传票要求他提供在椭圆形办公室录制的录音带副本时，尼克松总统拒绝提供。1973年10月12日，华盛顿特区联邦巡回上诉法院驳回了尼克松总统的行政特权主张而维持了考克斯的传票效力。10月19日，尼克松总统提出了后来被称为“斯坦尼斯妥协”的方案，即让有听力障碍的密西西比州民主党参议员约翰·斯坦尼斯负责审查并总结录音带内容并将内容以文本形式提供给特别检察官参考。考克斯在当晚便拒绝了这一方案。
原本人们以为总统办公室在接下来的周末休息时间里会暂停法律运作，但尼克松总统却在周六晚间命令司法部长艾略特·理查德森解除阿奇伯德·考克斯的特别检察官职务。理查德森拒绝了总统的要求并辞职抗议。随即尼克松总统转而要求副部长威廉·鲁克尓豪斯执行他的要求，鲁克尓豪斯也拒绝了总统的命令并也选择了辞职。尼克松总统只得再继续要求副总检察长罗伯特·博克开除考克斯。理查德森和鲁克尓豪斯都曾向国会监督委员会保证不会干预考克斯的工作，但博克却没有。尽管博克事后宣称他相信尼克松总统的命令是有效和恰当的，当他在当时也的确考虑过辞职以避免“被认为是一个听从总统命令保住工作的人”。尽管如此，当罗伯特·博克乘坐豪华轿车赶往白宫宣誓就任代理司法部长后便第一时间写信解雇了阿奇伯德·考克斯。

## 后续发展
最初尼克松政府宣布说解除了威廉·鲁克尓豪斯的司法部副部长职务，但《华盛顿邮报》在次日的一篇文章中指出“总统给博克的信中也说鲁克尔豪斯辞职了”并由此说明尼克松在撒谎。
在被解职的当晚，阿奇伯德·考克斯的副检察官和新闻助理召开了一场充满激情的新闻发布会并宣读了考克斯的声明。考克斯在声明中呼吁“我们的政府是否继续是一个法治政府而非人治政府，现在交由国会并最终交由人民来决定。”
1973年11月14日，联邦地区法官格哈德·格塞尔裁定，在没有特别检察官办公室设立条例规定的严重不当行为的情况下解雇考克斯是违法的。国会对此感到非常愤怒，认为这是总统权力的严重滥用；而许多美国人也是如此认为，他们向白宫和国会发送了大量电报以示抗议。
在周六夜大屠杀发生后不到一周，根据奥利弗·奎尔（Oliver Quayle）为NBC新闻做的民意调查显示，美国民众中支持弹劾尼克松总统的人数首次超过反对者；在接受调查的民众中，支持弹劾的人数占44%，反对者占43%，尚未决定者占13%，抽样误差率为2%到3%。在随后的日子里，国会提出了多项针对尼克松总统的弹劾动议，而针对尼克松总统的弹劾程序也在启动中。
然而，众议院司法委员会直到次年7月27日，也就是周六夜大屠杀发生九个多月后才批准了第一项弹劾条款，指控尼克松妨碍司法公正。随后很快又有两项弹劾条款出台。在随后的两周时间内，尼克松总统决定辞去总统职务并在发表电视讲话后正式于1974年8月9日辞职。

## 历史影响

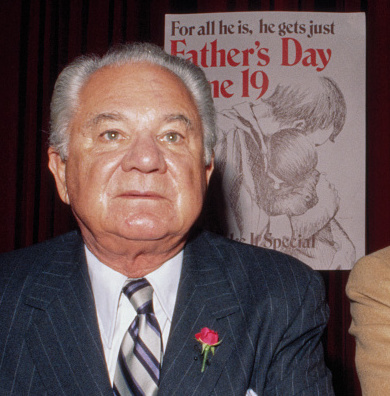
里昂·贾沃斯基（阿奇伯德·考克斯的继任者）

面对强大的政治压力，尼克松总统不得不同意让罗伯特·博克任命新的特别检察官；而在尼克松的同意下，博克最后选择里昂·贾沃斯基出任该职。有人质疑贾沃斯基是否会将他的调查局限在水门事件上还是会像他的前任阿奇伯德·考克斯那样深入调查涉及白宫的其他腐败事件，例如所谓的“白宫水管工”们的活动。而贾沃斯基最终延续了考克斯的路线，调查了涉及白宫的更广泛腐败事件。
尽管尼克松仍然拒绝交出录音带，但他同意公布大量录音带的文字记录。尼克松表示，他这样做的部分原因是录音带中任何与国家安全相关的音频都必须删减。11月17日，在其中一盘录音带上发现约有18.5分钟的音频部分被删除，这导致了进一步的争议。尼克松的私人秘书萝丝·玛丽·伍兹表示这是由于她在接电话时按错按钮所导致的误删除。而随后经过鉴证人员的检查后发现，这盘录音带被删除了好几个部分——数量至少为5个，甚至有可能达到9个。
尼克松的总统任期因为水门事件和对相关证据的掩盖而变得岌岌可危，面对弹劾和定罪的定局，尼克松决定辞职。
罗伯特·博克在其死后的回忆录里称，当时尼克松承诺在博克解除考克斯的独立检察官职务后给予他一个最高法院大法官的名额。但尼克松最后未能兑现他的承诺。罗纳德·里根在赢得总统席位后于1987年罗纳德·里根最高法院提名提名博克为最高法院大法官，但该提名未能在美国参议院被通过。
周六夜大屠杀也直接导致美国《政府道德法》在1978年确立。